# Донгола

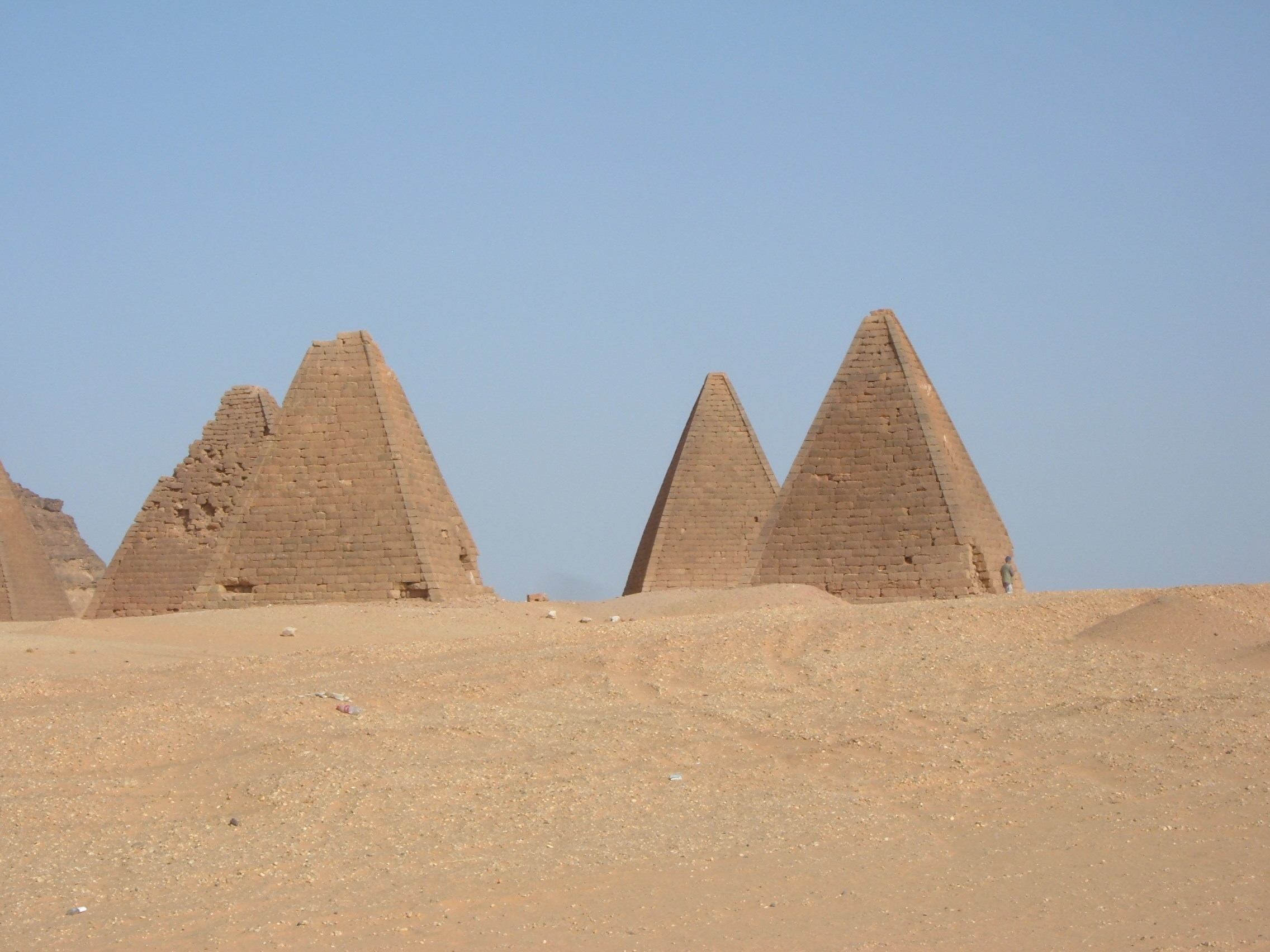
Пирамиды Джебель-Баркала

Донгола (араб. دنقلا‎, англ. Dongola) — город в Северной провинции Судана, расположенный в Нубийской пустыне на среднем течении Нила.

## История
Донгола является частью провинции Верхняя Нубия и расположена по обе стороны Нила. Как удалось установить археологам, Старая Донгола существовала уже во времена Куша, впоследствии служила столицей Мукуррского царства. Окончательная исламизация приходится на время Сеннара (XVI век). В 1821 году после набега Мухаммеда-Али область была подчинена Египту.
С 1885 года Донгольская область составляла часть владений Махди, и здесь в 1896 году британский генерал Герберт Китченер нанёс решающее поражение махдистам. В честь этого события была названа улица (Донгола-роуд) в южноанглийском городе Бишопстон и также дорога в Тоттенхэме, которая проходит рядом с поместьем Китченера.

## Климат
| Показатель                    | Янв. | Фев. | Март | Апр. | Май  | Июнь | Июль | Авг. | Сен. | Окт. | Нояб. | Дек. | Год  |
| ----------------------------- | ---- | ---- | ---- | ---- | ---- | ---- | ---- | ---- | ---- | ---- | ----- | ---- | ---- |
| Средний суточный максимум, °C | 26,7 | 29,4 | 33,8 | 38,6 | 41,8 | 43,4 | 42,2 | 41,8 | 39,8 | 38,4 | 32,1  | 28,3 | 36,4 |
| Средняя температура, °C       | 17,6 | 19,6 | 23,9 | 28,5 | 32,1 | 34,0 | 33,6 | 33,5 | 32,3 | 29,4 | 23,5  | 19,3 | 27,3 |
| Средний суточный минимум, °C  | 8,5  | 9,8  | 13,9 | 18,5 | 22,3 | 24,7 | 25,0 | 25,2 | 24,7 | 20,4 | 14,8  | 10,2 | 18,2 |
| Норма осадков, мм             | 0,3  | 0,1  | 0,1  | 0,1  | 0,1  | 0,5  | 1,8  | 3,2  | 7,7  | 0,5  | 0,1   | 0,1  | 13,6 |
| Источник:                     |      |      |      |      |      |      |      |      |      |      |       |      |      |

## Транспортное сообщение
В конце 2012 года современное асфальтовое шоссе Донгола — Вади-Хальфа (восточнее Нила) сдано в эксплуатацию. После некоторого потепления отношений между Египтом и Северным Суданом была достроена трансграничная дорога из Вади-Хальфа в Египет, открытие которой ожидалась 20.09.2012, но было отложено на несколько месяцев из-за срыва сроков строительства. Эти два сегмента станут частью трансафриканского Шоссе Каир-Кейптаун.

## Топографические карты
- Лист карты E-36-VII. Масштаб: 1 : 200 000. Указать дату выпуска/состояния местности. Замените карточку на строку {{Карта|E-36-VII}}. Адрес карты уже имеется в базе данных шаблона.